# Basic Income Earth Network
Het Basic Income Earth Network (BIEN, tot 2004 het Basic Income European Network) is een netwerk van academici en activisten die geïnteresseerd zijn in het idee van een basisinkomen. Een basisinkomen is een onvoorwaardelijk minimuminkomen dat wordt verstrekt of gegarandeerd aan elke burger, zonder vermogenstoets of eis tot tegenprestatie. Het netwerk verbindt individuen en groepen die het basisinkomen propageren en zorgt wereldwijd voor inhoudelijke discussies over dit onderwerp.

## Geschiedenis en activiteiten
BIEN is opgericht in 1986, en organiseerde zijn eerste internationale congres in Louvain-la-Neuve in september van dat jaar. Deze bijeenkomsten vinden om het jaar plaats; het zevende congres werd in 1998 in Amsterdam gehouden. Het netwerk werd in 2004 uitgebreid van Europa naar Aarde. Sinds 1988 publiceerde men driemaal per jaar een nieuwsbrief. Deze is inmiddels vervangen door een tweemaandelijkse elektronische versie. Secretaris van BIEN waren tot nu toe Walter van Trier (1986-1994), Philippe van Parijs (1994-2004), en David Casassas (2004-). 